# Lorena Baljak
 Lorena Baljak  (* 24. Oktober 2006) aus Gaißau ist eine österreichische Handballspielerin, die für den Schweizer Verein LC Brühl Handball am rechten Flügel spielt.

## Karriere

### Jugend
Lorena spielte unter den Trainerinnen Nikolina Baljak und Cornelia Flecker in den Nachwuchsteams des Alpla HC Hard.
Für die Saison 2022/23 wechselte sie ins U18-Team der Schweizer Rekord-Meisterinnen und -Cupsiegerinnen LC Brühl Handball.
Mit dem österreichischen Nachwuchs-Handballnationalteam bestritt sie die U18-Handball-Weltmeisterschaft 2022, das U-17-IHF-Championship 2023 Qualifikationsturnier und die U18-Handball-Weltmeisterschaft 2024 (beste österreichische Werferin mit 35 Toren).
An der U-19-Handball-Europameisterschaft der Frauen 2025 in Montenegro erreichte Lorena mit dem Österreichischen Nachwuchs-Nationalteam das Halbfinale und den 4. Schlussrang, sie war dabei mit 41 Toren beste Werferin ihres Teams im Turnier.

### Profisport

#### Saison 2023/24
Bereits in der ersten Saison ihrer Profikarriere gewann Lorena mit dem Team des LC Brühl Handball unter Headcoach Raphael Kramer – als erstem Verein überhaupt in der Geschichte des Schweizer Frauen-Handballsports innerhalb derselben Spielperiode (nationales Triple) – den Schweizer Supercup, den Schweizer Cup und die Schweizer Meisterschaft. Auf Europäischer Ebene nahm sie mit ihrem Team an der 3. Qualifikationsrunde der EHF European League (EL) 2023/24 teil.

#### Saison 2024/25
Mit dem LC Brühl verteidigte Lorena ihre Titel in der Schweizer Meisterschaft und im Schweizer Supercup, letzteres allerdings in ihrer Abwesenheit (Teilnahme an der gleichzeitig stattfindenden U18-Weltmeisterschaft). Zudem wurde sie Topscorerin ihres Teams.
International war ein Saisonhöhepunkt die neuerliche Teilnahme mit ihrem Team an der 3. Qualifikationsrunde der EHF EL 2024/25. Im Oktober 2024 erhielt sie bei einem Drei-Nationen-Turnier in Tulln ihren ersten Einsatz im Österreichischen Frauen-Nationalteam und erzielte dabei im Spiel gegen das Team der Ukraine ihr erstes Tor im Dress des Nationalteams.

## Erfolge
- 2×  Schweizer Handball-Meisterin (2023/24, 2024/25)
- 1×  Schweizer Handball-Cupsiegerin (2023/24)
- 2×  Schweizer Handball-Supercup-Siegerin (2023/24, 2024/25)
- Halbfinale U19-Europameisterschaft 2025